# پترو پانچ
پترو پانچ (اوکراینی: Петро Йосипович Панч؛ ۴ ژوئیهٔ ۱۸۹۱ – ۱ دسامبر ۱۹۷۸) نویسنده، نمایشنامه‌نویس اهل امپراتوری روسیه بود.
وی همچنین برندهٔ جوایزی همچون نشان لنین شده‌است.